# Saint-Julien-lès-Gorze
Saint-Julien-lès-Gorze és un municipi francès situat al departament de Meurthe i Mosel·la i a la regió del Gran Est. L'any 2007 tenia 148 habitants.

## Demografia

### Població
El 2007 la població de fet de Saint-Julien-lès-Gorze era de 148 persones. Hi havia 64 famílies, de les quals 20 eren unipersonals (12 homes vivint sols i 8 dones vivint soles), 24 parelles sense fills i 20 parelles amb fills.
La població ha evolucionat segons el següent gràfic:
Habitants censats

### Habitatges
El 2007 hi havia 75 habitatges, 63 eren l'habitatge principal de la família, 6 eren segones residències i 6 estaven desocupats. 73 eren cases i 2 eren apartaments. Dels 63 habitatges principals, 58 estaven ocupats pels seus propietaris, 4 estaven llogats i ocupats pels llogaters i 1 estava cedit a títol gratuït; 3 tenien dues cambres, 7 en tenien tres, 11 en tenien quatre i 42 en tenien cinc o més. 37 habitatges disposaven pel capbaix d'una plaça de pàrquing. A 34 habitatges hi havia un automòbil i a 24 n'hi havia dos o més.

### Piràmide de població
La piràmide de població per edats i sexe el 2009 era:
| Homes | Edats   | Dones |
| ----- | ------- | ----- |
| 0     | 95 o +  | 0     |
| 0     | 90 a 94 | 4     |
| 4     | 85 a 89 | 0     |
| 4     | 80 a 84 | 4     |
| 4     | 75 a 79 | 8     |
| 4     | 70 a 74 | 4     |
| 8     | 65 a 69 | 4     |
| 0     | 60 a 64 | 0     |
| 0     | 55 a 59 | 0     |
| 12    | 50 a 54 | 4     |
| 0     | 45 a 49 | 0     |
| 0     | 40 a 44 | 0     |
| 8     | 35 a 39 | 12    |
| 8     | 30 a 34 | 4     |
| 4     | 25 a 29 | 0     |
| 4     | 20 a 24 | 4     |
| 0     | 15 a 19 | 4     |
| 4     | 10 a 14 | 0     |
| 0     | 5 a 9   | 8     |
| 4     | 0 a 4   | 0     |

## Economia
El 2007 la població en edat de treballar era de 96 persones, 68 eren actives i 28 eren inactives. De les 68 persones actives 65 estaven ocupades (37 homes i 28 dones) i 3 estaven aturades (2 homes i 1 dona). De les 28 persones inactives 9 estaven jubilades, 9 estaven estudiant i 10 estaven classificades com a «altres inactius».

### Ingressos
El 2009 a Saint-Julien-lès-Gorze hi havia 63 unitats fiscals que integraven 161 persones, la mediana anual d'ingressos fiscals per persona era de 16.886 €.

### Activitats econòmiques
Dels 6 establiments que hi havia el 2007, 1 era d'una empresa de fabricació d'altres productes industrials, 1 d'una empresa de construcció, 2 d'empreses de comerç i reparació d'automòbils, 1 d'una empresa financera i 1 d'una entitat de l'administració pública.
Dels 2 establiments de servei als particulars que hi havia el 2009, 1 era un taller de reparació d'automòbils i de material agrícola i 1 lampisteria.
L'únic establiment comercial que hi havia el 2009 era una botiga de menys de 120 m².
L'any 2000 a Saint-Julien-lès-Gorze hi havia 8 explotacions agrícoles que ocupaven un total de 680 hectàrees.

## Equipaments sanitaris i escolars
El 2009 hi havia una escola elemental integrada dins d'un grup escolar amb les comunes properes formant una escola dispersa.

## Poblacions més properes
El següent diagrama mostra les poblacions més properes.